# Подплат
Подплат (на словенски: Podplat) е село в Словения, Савински регион, община Рогашка Слатина. Според Националната статистическа служба на Република Словения през 2002 г. селото има 107 жители.